# Eliza Illiard
Eliza Illiard, auch Ellice Illiard oder Elisa Illiard (* 25. März 1905 in Köln als Elisabeth Pieper; † 8. Juli 1969 in Berlin), war eine deutsche Koloratursopranistin.

## Leben
1932/1934 war Illiard am Nationaltheater Mannheim unter Intendant Herbert Maisch, der auch als Regisseur von 14 Spielfilmen bekannt wurde, engagiert. 1933 spielte sie die Fiaker-Milli in der Uraufführung von Arabella von Richard Strauss an der Staatsoper Dresden. 1934 sang sie die Dolores in der Uraufführung von „Lockende Flamme“ von Eduard Künneke im Theater des Westens in Berlin, ebenfalls 1934 die Elisabeth Hausdorf in der Uraufführung „Lauf ins Glück“ von Fred Raymond (mit Hans Söhnker) am Metropol Theater in Berlin
Weitere Bühnenrollen (Auszug): Angele Didier in „Der Graf von Luxemburg“ im Theater des Volkes in Berlin, Laura in „Der Bettelstudent“ im Admiralspalast in Berlin Weibliche Hauptrolle in „Herz über Bord“ im Theater am Nollendorfplatz in Berlin Gesangsdiva im Programm „Frauen am Variete“ im Wintergarten Berlin, Oktober 1935.
Eliza Illiard war seit März 1935 verheiratet mit dem Komponisten, Bühnen- und Musikverleger und Dirigenten Will Meisel, der 51 Filmmusiken, 11 Bühnenwerke und zahlreiche Evergreens komponierte. Eliza Illiard war Erstinterpretin seines Koloraturwalzers „Lach mein Herz“.
Sie war Mutter zweier Söhne, Peter (1935–2010) und Thomas (1940–2014). Beide wurden 1960 selbständige Verleger, ab 1969 alleinige Inhaber der Meisel Verlagsgruppe.
Eliza Illiard lebte mit ihrer Familie in Berlin und war wegen ihrer künstlerischen Erfolge, ihres Sachverstandes und ihres Charmes eine angesehene Persönlichkeit in der Berliner Gesellschaft. Sie starb am 8. Juli 1969 und wurde auf dem Friedhof Wilmersdorf neben ihrem Ehemann beigesetzt.

## Filmografie
- 1934: Gern hab’ ich die Frau’n geküßt
- 1934: Aufforderung zum Tanz
- 1935: Petersburger Nächte. Walzer an der Newa
- 1936: Liebeserwachen
- 1936: Skandal um die Fledermaus
- 1941: Ehe man Ehemann wird